# LuK (empresa)
LuK GmbH & Co. KG es una empresa alemana con sede en Bühl (en la Selva Negra), especializada en la fabricación de embragues. Fundada en 1965, trabaja como proveedora de sistemas de propulsión para la industria automotriz.

## Historia
La empresa fue fundada en 1965 por los hermanos Wilhelm y Georg Schaeffler en la zona industrial de Bühl con la denominación de LuK GmbH. Su nombre es un acrónimo de Lamellen-und Kupplungsbau August Häussermann (Placas y Embragues August Häussermann), una compañía predecesora fundada en 1927 en Esslingen-Mettingen por August Häussermann, cuya adquisición en 1965 fue el origen de LuK.
La gama de productos de la Empresa August Häussermann se había ampliado después de la Segunda Guerra Mundial para incluir embragues y discos de embrague para vehículos motorizados. A esta actividad se sumó la producción de resortes, que se convirtieron en una parte esencial de los embragues producidos. A partir de mayo de 1965, LuK suministró embragues de resorte de disco para los modelos sucesores del legendario Volkswagen Escarabajo en la producción en serie. A partir de 1967, la empresa creció y se expandió tanto en Alemania como en el extranjero. Siguió la producción en serie de embragues para otros fabricantes de vehículos nacionales y extranjeros. Además, también se produjeron en serie embragues dobles para tractores y máquinas agrícolas. Otra área de negocio importante ha sido y sigue siendo la comercialización de repuestos de embrague. AS Autoteile-Service GmbH (inicialmente LuK Aftermarket, en la actualidad Schaeffler Automotive Aftermarket GmbH & Co. KG) con sede en Langen, cerca de Frankfurt del Meno, surgió de esta línea de negocios en 1975.
A finales de la década de 1970, el volumen de producción alcanzó la marca de 200 millones de marcos por primera vez. El volante bimasa (ZMS) desarrollado por LuK entró en producción en serie por primera vez en el BMW 324d en 1985 y se celebró como una primicia mundial.
En 1995, LuK fue el primer fabricante de embragues en producir en masa el embrague autoajustable (SAC). De 1999 a 2015, suministró componentes para la transmisión variable continua Multitronic en la planta de Bußmatten en Audi. El 1 de enero de 2000, el Grupo Schaeffler llegó a un acuerdo para hacerse cargo del 50% restante del Grupo LuK que permanecía en manos de su competidor Valeo.
LuK GmbH tiene las siguientes instalaciones de producción en su sede en Bühl:
- Planta principal de LuK Bühl (taller de estampado, taller de endurecimiento, montaje, administración)

- Componentes de transmisión variable continua para autobuses LuK Bühl

- LuK Sasbach (mecanizado)

- LuK Kappelrodeck (fabricación de herramientas)

La gama de productos del grupo en la actualidad incluye sistemas de embrague, barras de torsión y componentes para sistemas de transmisión variable continua, automáticos y cajas de cambios de doble embrague. Hoy, con más de 8000 empleados (5500 solo en la sede de Bühl), LuK es uno de los mayores empleadores en la "eurorregión de Pamina" (Palatinado, Alsacia del Norte y Rin Superior Medio).
Schaeffler Automotive Aftermarket GmbH & Co. KG vende repuestos de las marcas LuK, INA, FAG y Ruville para talleres y comercios de vehículos.
En marzo de 2006, la división de sistemas de bombeo (LuK Vehicle Hydraulics y LuK Automotive Technology) se escindió como ixetic GmbH.
LuK es miembro de la Asociación Económica de Empresas Industriales de Baden.